# Пиразин
Пиразин  — шестичленное гетероциклическое органическое соединение с двумя атомами азота. Ароматичен.

## Физические свойства
Хорошо растворим в воде, этаноле, диэтиловом эфире.

## Химические реакции
Вступает в реакции нуклеофильного и электрофильного замещения. При аминировании амидом натрия в жидком аммиаке превращается в 2-аминопиразин. При окислении смесью уксусный ангидрид — перекись водорода, дает N-оксиды по одному или обоим азотам.